# ماري مارثا شيروود
ماري مارثا شيروود (بالإنجليزية: Mary Martha Sherwood)‏ مواليد 6 مايو 1775 في وسترشير، بريطانيا العظمى - الوفاة 22 أكتوبر 1851 في تويكنهام، لندن الكبرى، المملكة المتحدة، كانت روائية إنجليزية في أدب الأطفال في القرن ال19 بريطانيا. ألفت أكثر من 400 كتاب ومقالات مجلات وكتب قصيية صغيرة.
ومن بين أفضل أعمالها المشهورة هي (بالإنجليزية: The History of Little Henry and his Bearer)‏ «تاريخ هنري الصغير وحامله» في 1814، و(بالإنجليزية: The History of Henry Milner)‏ «تاريخ هنري ميلنر» (1822–37)، و(بالإنجليزية: The History of the Fairchild Family)‏ «تاريخ عائلة فيرتشايلد» (1818–47).

## حياتها المبكرة
كانت طفولة شيروود هادئة، بالرغم من أنها أشارت بأن تلك الفترة كانت أسعد جزء من حياتها. بعدما تزوجت من الكابتن هنري شيروود، وانتقلت إلى الهند، تحولت إلى الإنجيلية وبدأت تكتب للأطفال. وعلى الرغم من أن هدفها من الكتابة كانت موجهة لأبناء المخيمات العسكرية في الهند، إلا أن الرأي العام البريطاني تلقى تلك الكتب بحماس. عادت شيروودز إلى إنجلترا بعد عشر سنوات من الإقامة في الهند، وساعدتها شعبيتها على افتتاح مدرسة داخلية، وقامت بنشرت عشرات النصوص الموجهة للأطفال والفقراء.

## قائمة الأعمال
هذه قائمة لأهم أعمال شيروود.
- The History of Little Henry and his Bearer (1814)
- The History of Susan Gray (1815) (revised)
- Stories Explanatory of the Church Catechism (1817)
- The History of the Fairchild Family (1818)
- The Indian Pilgrim (1818)
- An Introduction to Geography (1818)
- The Governess, or The Little Female Academy (1820)
- The History of George Desmond (1821)
- The Infant's Progress (1821, 2nd edition)
- The History of Henry Milner (1822)
- The History of Little Lucy and her Dhaye (1823)
- The Lady of the Manor (1823–29)
- The Monk of Cimies (1834)
- Caroline Mordaunt, or The Governess (1835)
- Shanty the Blacksmith (1835)
- The Last Days of Boosy, the Bearer of Little Henry (1842)
- The Youth's Magazine (1822–48) [6]

## وصلات خارجية
- ماري مارثا شيروود على موقع الموسوعة البريطانية (الإنجليزية)
- Biographical sketch of Sherwood and links to etexts at Literary Heritage
- Finding aid at UCLA for their collection of Sherwood's manuscripts and diaries
- مؤلفات Mary Martha Sherwood في مشروع غوتنبرغ
- أعمال أو نبذة عن ماري مارثا شيروود على أرشيف الإنترنت